# Nicétas Budka
Nicétas Budka, ou Nykyta Budka (Никита Будка) en ukrainien), né le 7 juin 1877 à Dobromirka (en) en Autriche-Hongrie et mort le 1er octobre 1949 à Karaganda en URSS, était un prélat de l'Église grecque-catholique ukrainienne qui a vécu et travaillé en Autriche-Hongrie, au Canada, en Pologne et en URSS. Il est le premier évêque de l'Église grecque-catholique ukrainienne à servir dans les missions au Canada. En fait, il est le premier évêque catholique oriental avec pleine juridiction à être nommé dans le Nouveau Monde. En 1945, il a été arrêté par les autorités soviétiques et envoyé au Goulag où il est mort en 1949. Il a été béatifié comme martyr par l'Église catholique le 27 juin 2001.

## Biographie

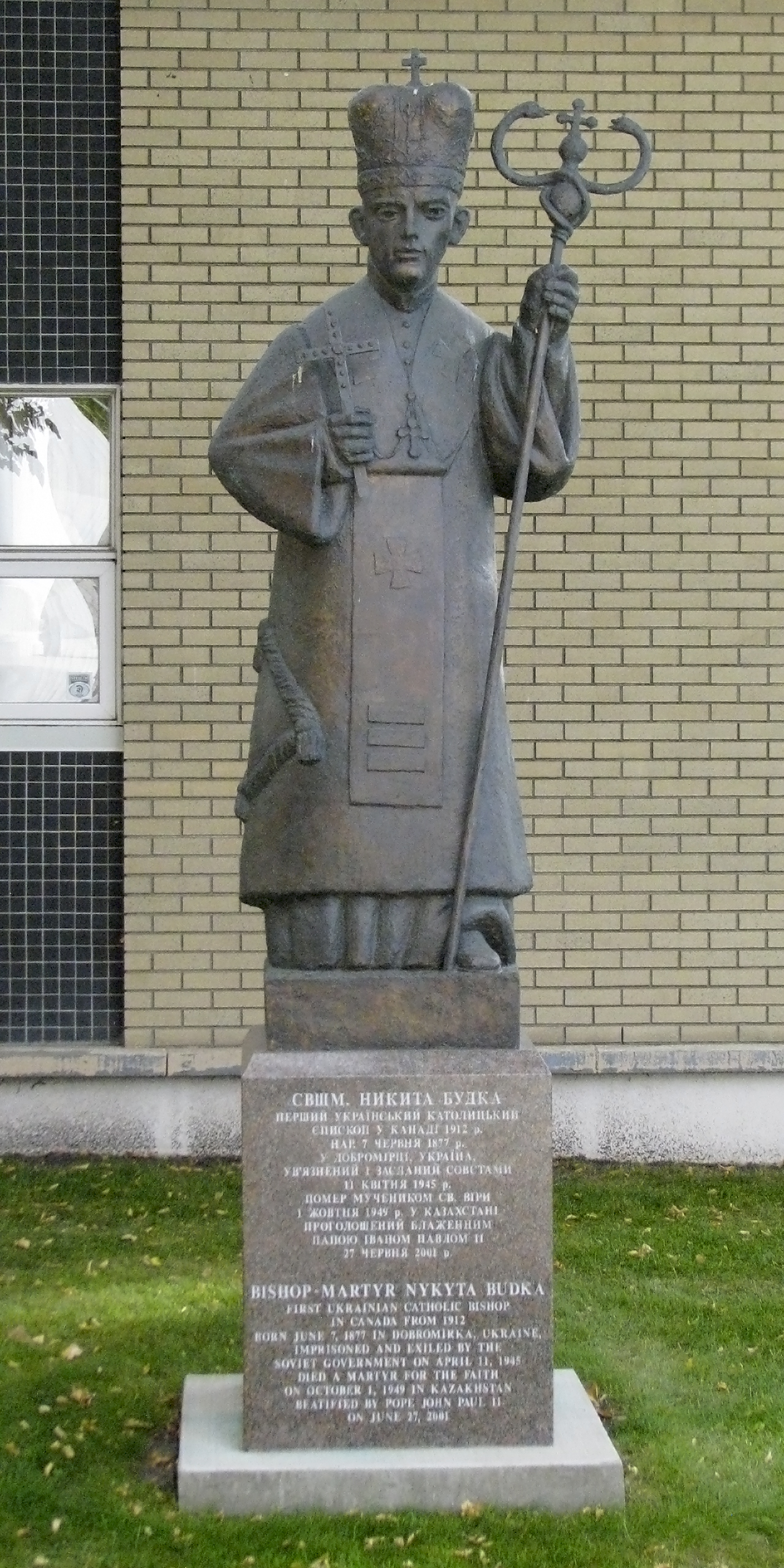
Statue de Nicétas Budka à la cathédrale Saint-Josaphat d'Edmonton en Alberta au Canada.

Nicétas Budka est né le 7 juin 1877 dans le village de Dobromirka (en) du raïon de Zbarazh (en) qui faisait alors partie du royaume de Galicie et de Lodomérie en Autriche-Hongrie. Après ses études, il a servi comme tuteur pour les enfants du prince Léon de la famille Sapieha à Bilche-Zolote (en). Par la suite, il a effectué un an de service militaire. Il a fait son entraînement d'officier à Vienne. Plus tard, il a étudié le droit à l'université de Lviv et la théologie au séminaire théologique de Lviv. En 1902, il est entré au Collegium Canisianum, un séminaire catholique situé à Innsbruck en Autriche.
Le 25 octobre 1905, Nicétas Budka a été ordonné prêtre par le métropolite André Sheptytsky à Lviv à l'âge de 28 ans pour l'archéparchie de Lviv (en). En 1907, il a été nommé préfet du séminaire de Lviv. En 1909, il a rédigé une dissertation de doctorat sur l'histoire religieuse byzantine intitulée Діссертация докторска: Дисциплїна Грецкої Церкви в сьвітлі полєміки за часів Фотия, mais il n'a pas été en mesure de la défendre à cause de son état de santé et de son départ pour le Canada. Il a été le fondateur de la publication mensuelle Емігрант (« Émigrant ») et son éditeur de 1910 à 1912.
Le 15 juillet 1912, il a été nommé évêque pour l'Église grecque-catholique ukrainienne au Canada et évêque titulaire de Patara (de) par le pape Pie X. Le 14 octobre suivant, il a été consacré évêque. En décembre de la même année, il arriva à Winnipeg au Manitoba au Canada, puis, il effectua immédiatement une tournée des colonies ukrainiennes de l'Ouest canadien avant de retourner à Winnipeg en mars 1913. Ses premières tâches inclurent d'obtenir des chartes d'incorporation pour plusieurs paroisses sous les lois provinciales ainsi qu'une charte d'incorporation pour l'éparchie dans son ensemble sous la loi fédérale. Il a également pris le contrôle du journal Canadian Ruthenian, qui était contrôlé par les évêques de l'Église latine, et l'a notamment utilisé pour publier ses lettres pastorales.
Pendant son épiscopat au Canada, il a aidé à établir des résidences pour la jeunesse ukrainienne, à organiser des paroisses, à construire des églises et des écoles ainsi qu'à fonder des séminaires, le séminaire Andriy Sheptytsky à Saint-Boniface au Manitoba et le séminaire Taras Shevchenko à Edmonton en Alberta. Il a été connu comme un ardent défenseur de l'autonomie de l'Église grecque-catholique ukrainienne par rapport à la hiérarchie de l'Église latine ainsi qu'un adversaire féroce aux activités missionnaires parmi les Ukrainiens au Canada de la part des Églises orthodoxe russe et protestantes ainsi que contre le sécularisme.
Nicétas Budka a spécialement été connu au Canada pour avoir publié une lettre pastorale, juste avant le déclenchement de la Première Guerre mondiale, dans laquelle il encourageait les Ukrainiens au Canada qui avaient des obligations en tant que réservistes de retourner vers leur mère patrie, de s'enrôler et de combattre, mais leur « mère patrie » était l'Autriche qui s'est rapidement retrouvée en guerre avec le Canada. Bien qu'il ait plus tard rétracté sa lettre, les dommages étaient faits. Ceci contribua à enflammer les soupçons existants de la part de la population canadienne et du gouvernement qui ont mené à l'internement des Ukrainiens au Canada (en) durant la guerre. Par ailleurs, Nicétas Budka, qui avait été naturalisé comme sujet britannique, c'est-à-dire comme citoyen canadien, a été accusé à deux reprises de crimes de déloyauté, mais a été acquitté dans les deux cas.
Après la guerre, il continua ses efforts pour organiser l'Église grecque-catholique ukrainienne au Canada malgré les difficultés financières de l'éparchie. Il continua ce travail jusqu'en 1927 lorsqu'il quitta pour une visite à Rome où il demanda à être transféré à nouveau en Galicie, épuisé après 15 ans à la tête de l'Église grecque-catholique ukrainienne au Canada.

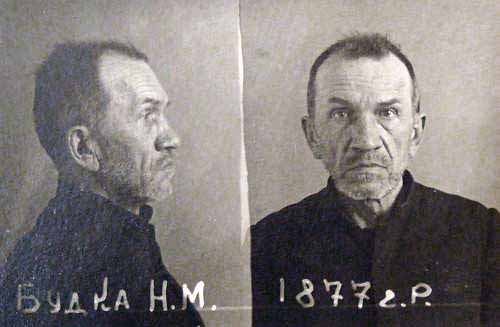
Photographie officielle de Nicétas Budka des dossiers du NKVD après son arrestation en 1946.

Ainsi, en 1928, il retourna en Galicie, maintenant sous contrôle polonais, et devint vicaire général de la curie métropolitaine à Lviv. Après la Seconde Guerre mondiale, la Galicie fut occupée par l'URSS et Nicétas Budka s'opposa à la séparation de l'Église grecque-catholique ukrainienne de Rome demandée par les communistes. Le 11 avril 1945, il fut emprisonné pour cette raison avec d'autres évêques. Il a reçu une sentence de 8 ans d'emprisonnement et a été envoyé au Kazakhstan pour servir sa sentence. Il est mort dans le goulag le 28 septembre 1949. Selon les autorités soviétiques, la cause de sa mort est une crise cardiaque. L'emplacement du cimetière du camp des prisonniers a été gardé secret, mais l'on croit qu'il s'agit d'un lieu où se situe, de nos jours, un ferme porcine.

## Béatification
Nicétas Budka a été béatifié comme martyr le 27 juin 2001 par le pape Jean-Paul II.

## Source
- (en) Cet article est partiellement ou en totalité issu de l’article de Wikipédia en anglais intitulé « Nykyta Budka » (voir la liste des auteurs).